# Guaibasaurus
Guaibasaurus là một chi khủng long, được Bonaparte Ferigolo & A. Ribeiro mô tả khoa học năm 1999.